# Гюрон, Жан де Решенвуазен
Жан де Решенвуазен (фр. Jean de Rechignevoisin; ок. 1575 — 17 января 1635), сеньор де Гюрон — французский генерал и дипломат.

## Биография
Сын Габриеля де Решенвуазена, сеньора де Гюрона и де Ложа, и Катрин Фротье.
В 1600 году участвовал во франко-савойской войне, затем долгое время жил в своих владениях. В 1620-м участвовал в атаке укреплений сторонников Марии Медичи при Ле-Пон-де-Се, в следующем году в осадах Сен-Жан-д’Анжели, Клерака и Монтобана. 21 ноября 1621 был назначен государственным советником. В 1622 году принимал участие в осадах Сент-Антонена и Монпелье.
6 сентября 1626 года был назначен губернатором города и замка Маран, в том же году стал дворянином Палаты короля и был пожалован в рыцари ордена короля.
Кампмаршал (20.09.1627), служил при осаде Ла-Рошели, патентом от 2 февраля 1628 набрал пехотный полк своего имени, командовал им в ходе осады и распустил после сдачи города.
В том же году был направлен послом в Турин для переговоров с герцогом Савойским о Мантуанском наследстве, заодно уладив конфликт графа Суассонского с Людовиком XIII. Не сумев отговорить герцога от участия в войне, возглавил оборону осажденного испанцами Казале, сменив погибшего маркиза де Бёврона, и сумел продержаться до подхода французской армии, принудившей противника снять осаду в марте 1629. Затем провел успешные переговоры о подчинении Монтобана.
В 1632—1633 годах был чрезвычайным послом в Лотарингии, в 1633 году послом в Англии. С 12 сентября 1631 по 1634 год был лицом, представлявшим иностранных послов при французском дворе (introducteur des ambassadeurs).
Оставил отчет об осаде Мантуи, изданный отцом Гриффе в составе «Истории Людовика XIII».

## Семья
1-я жена (контракт 3.03.1596): Франсуаза д'Ангулем, дама дю Пюирато и де Гюра, дочь Франсуа д'Ангулема и Габриели Тизон
Дети:
- Габриель, сеньор де Гюрон и де Гюра, заместитель губернатора Марана (1628), штатный дворянин Палаты короля (1628). Жена (1616): Маргерит Шевалье де Ришардьер, дочь  Даниеля Шевалье, сеньора де Ришардьера, и Мари де Решенвуазен де Ла-Русьер

2-я жена (контракт 18.03.1606): Мари де Решенвуазен, дочь Жана II де Решенвуазен де Ла-Русьера и Рене д'Эльбен де Кенсе, вдова Даниеля Шевалье, сеньора де Ришардьера
Дети:
- Пьер (ок. 1611—1643), сеньор де Кенсе, капитан кавалерии, губернатор Марана. Умер в Париже от ран, полученных в бою под Турином
- Жан (ок. 1616—1636), называемый шевалье де Гюроном, рыцарь Мальтийского ордена, капитан корабля. Погиб в бою у острова Сент-Маргерит
- Луи (1617—1693), епископ Тюля (1753) и Комменжа (1671)